# Pierre Restany
Pierre Michel Joseph Restany (Amélie-les-Bains-Palalda, 22 giugno 1930 – Parigi, 29 maggio 2003) è stato un critico d'arte francese.

## Vita e opere
Fondatore del movimento del Nouveau Réalisme all'inizio degli anni sessanta, è stato presente con numerosi interventi, saggi, mostre e provocazioni intellettuali nel dibattito culturale e artistico della seconda metà del secolo.
Nato nel 1930 ad Amélie-les-Bains nella regione francese dei Pirenei Orientali, dopo aver frequentato le scuole superiori in Marocco e conseguito la laurea in Lettere, Pierre Restany prosegue gli studi di estetica e di storia dell'arte in Italia ed in Irlanda.
Stabilitosi a Parigi nel 1948, comincia a scrivere novelle e saggi letterari in collaborazione con le riviste Libres Propos di Parigi e Symphonie di Algeri. In questo periodo inizia la sua carriera di critico d'arte. È legato da profonda amicizia con il pittore Jean Fautrier, che considera il maestro dell'informale; a lui dedica numerosi articoli ed interviste.
Negli anni cinquanta, Restany prende parte al dibattito francese sulla pittura, che oppone astrazione lirica e astrazione geometrica. Si interessa alla gestualità pittorica presente nelle opere di Camille Bryen e Georges Mathieu e stringe amicizia con gli artisti René Laubies e Claude Bellegarde. Nel 1955 e nei due anni successivi presenta le realizzazioni di quest'ultimo alla galleria milanese Apollinaire, diretta da Guido Le Noci. Difende il lavoro di questi artisti sulle riviste I 4 Soli di Torino, Cimaise e Prisme des Arts di Parigi. Nel 1956, crea il movimento Espaces Imaginaires, formato dagli artisti Claude Bellegarde, Gianni Bertini, Peter Bröning, Sacha Halpern e dallo scultore Jacques Delahaye. Presenta i loro lavori nel gennaio 1957 alla galleria H. Kamer di Parigi nel luglio 1957 alla galleria di Guido Le Noci a Milano.
Direttore delle pubblicazioni H. Kamer nel 1956-57, fa uscire uno studio su Espaces Imaginaires, seguito da varie monografie dedicate ai pittori Bellegarde, Bertini e Hundertwasser. Parallelamente alla Scuola di Parigi, si interessa agli artisti americani dell'Espressionismo Astratto, soprattutto a Jackson Pollock. Gli anni 1957 e 1958 sono un periodo di rimessa in questione della validità di questi movimenti artistici. Il suo libro Lyrisme et abstraction, scritto nel primo semestre del 1958, ma pubblicato da Guido Le Noci solo nel 1960, è un'interrogazione sul futuro dell'Astrazione Lirica e dell'Espressionismo astratto, del quale sottolinea l'importanza ma anche i pericoli di conformismo e la necessità di evoluzione. L'incontro con Yves Klein nel 1955, avvenuto tramite Arman, è decisivo per le future scelte estetiche di Restany. In quel periodo Yves Klein giunge al culmine delle sue ricerche sul monocromo e trova in Restany, che cura le prefazioni di tutte le sue mostre, un sostegno importante. L'opera di Yves Klein consente a Restany di superare la problematica senza via di uscita dell'astrazione lirica a vantaggio di una maggiore apertura verso la cultura industriale.

### IlNouveau Réalisme(anni '60)
Nel 1959, nel corso della prima Biennale di Parigi, dove sono esposti una proposizione monocroma di Yves Klein, la macchina per dipingere di Jean Tinguely e la palizzata di manifesti lacerati di Raymond Hains, Restany trova un denominatore comune in questi artisti nella loro capacità di appropriazione della realtà industriale del dopoguerra. Il 16 aprile 1960 pubblica il Primo Manifesto del Nouveau Réalisme, in vista di un'esposizione di Arman, François Dufrêne, Raymond Hains, Yves Klein, Jean Tinguely e Jacques Villeglé che avrebbe avuto luogo il mese seguente alla galleria Apollinaire.
Il 27 ottobre 1960, presso l'abitazione parigina di Yves Klein, fonda il gruppo dei Nouveaux Réalistes; agli artisti presenti a Milano, si aggiungono Daniel Spoerri e Martial Raysse. César e Mimmo Rotella, invitati, sono assenti; parteciperanno alle manifestazioni successive del gruppo, al quale si uniranno in seguito anche Niki de Saint-Phalle, Christo e Gérard Deschamps. La dichiarazione costitutiva del gruppo, scritta di proprio pugno da Restany su sfondi preparati da Klein, è firmata in nove esemplari, uno per ciascun componente del gruppo, sette su monocromo blu, uno su monocromo rosa, uno su monocromo oro.
Nel 1961, Restany fonda con Jeannine de Goldschmidt la galleria J, per consentire ai Nouveau Réalistes di portare avanti la loro ricerca. In occasione di una mostra collettiva presso questa galleria, nel maggio 1961, Restany redige il Secondo Manifesto del Nouveau Réalisme, dal significativo titolo A 40° au dessus de dada (A quaranta gradi sopra Dada). Nel luglio 1961 si inaugura il primo festival del Nouveau Réalisme a Nizza, Pierre Restany registra un gran successo personale, con vario pubblico che partecipa e s'incontra con vari amici e artisti vicini a Jacques Lepage (l'amico poeta parigino, ma da sempre residente a Nizza); il poeta Jacques Lepage, promotore dell'École de Nice, gli fa reincontrare il giovane artista pugliese Vittorio Del Piano (nato a Grottaglie, Taranto), conosciuto in occasione di una sua venuta a Nizza (dicembre 1959) per un incontro con Lepage e con César nella casa-studio dello stesso Lepage nella campagna nei pressi del "Var" (per motivi artistici - dovendo curare un catalogo con alcuni artisti vicini a Lepage e un libretto) e per fargli visitare l'atelier dell'artista Arman. In seguito, Lepage fa stringere rapporti - (sapendolo spesso a Nizza con Pierre Restany e stabilmente, non solo nei mesi estivi, anche per interessi familiari), incoraggiato generosamente da Restany ad avvicinarsi all'ambiente artistico e culturale di Nizza, del Papier Maché e della Scuola di Nizza - con: Claude Viallat, Bernard Pages, Fhari, Ben Vautier, Frederic Altman, Sosno, Noël Dolla, Henry Olivier, Serge Sekler, Brigitte Nahon, Serge III e Denis Castellas. Senza trascurare il gruppo dei Nouveaux Réalistes e in particolare lo scultore César (molto vicino a Verdet) - l'artista Arman (unito da "antica" amicizia a Lepage).
Nello stesso mese Restany organizza, alla galleria Rive Droite di Jean Larcade, la mostra Le Nouveau Réalisme à Paris et à New York, che gli consente di stabilire delle relazioni tra gli artisti francesi e gli americani (Robert Rauschenberg, Jasper Johns, Chryssa, Richard Stankiewicz, Richard Chamberlain). L'anno successivo, nell'ottobre 1962, nouveaux réalistes e neodadaisti si trovano nuovamente a confronto nella mostra The New Realists alla galleria Sidney Janis di New York. Nel febbraio 1963, in occasione del secondo festival del Nouveau Réalisme a Monaco, Restany pubblica il Terzo Manifesto del Nouveau Réalisme, una sorta di bilancio sulle nuove direzioni di ricerca offerte dalle opere degli artisti (estetica dell'oggetto, arte di assemblage, ambiente, ...). Il festival di Monaco segna la fine dell'avventura dei Nouveaux Réalistes come gruppo; ognuno proseguirà sulla propria strada. Restany continuerà a scrivere sul Nouveau Réalisme in diversi cataloghi e riviste, pubblicando nel 1968 la sua sintesi teorica, intitolata appunto Nouveaux Réalistes.

### Esperienze successive
Nel 1963 Restany si interessa all'Arte Meccanica o Mec-Art, in particolare alle riprese fotografiche dei décollage di manifesti di Rotella. Nell'ottobre 1965 alla galleria J, nel corso di un omaggio a Nicéphore Niepce, redige il manifesto della Mec-Art, che riunisce Serge Béquier, Gianni Bertini, Pol Bury, Alain Jacquet, Yehuda Neiman, Nikos e Rotella. Restany considera Alain Jacquet come uno dei protagonisti della Mec-Art; a lui dedicherà nel marzo 1989 una monografia alla galleria Beaubourg.
Nel corso degli anni sessanta, Restany è anche impegnato nel dibattito sulla crisi delle istituzioni museali e culturali francesi nel campo dell'arte contemporanea. Nel dicembre 1967, pubblica per le edizioni Apollinaire di Milano un manifesto intitolato Contro l'Internazionale della mediocrità, verso l'estetica generalizzata: manifeste du 14 novembre 1967. Sabato 18 maggio 1968, dalle pagine del quotidiano Combat, chiede le dimissioni del Ministro degli affari culturali André Malraux e del Ministro dell'educazione nazionale Alain Peyrefitte e annuncia l'occupazione del Museo di arte moderna di Parigi per mettere in evidenza la sua inutilità e la necessità della sua chiusura.
Nel 1963 inizia la collaborazione – mai interrotta – con la rivista milanese Domus.
Nel 1969, nel corso della Biennale di San Paolo, mentre è incaricato dell'organizzazione di una sezione speciale Arte e tecnologia, prende parte al suo boicottaggio. Nel contesto della crisi del 1968, pubblica Le Livre rouge de la révolution picturale (Il libro rosso della rivoluzione pittorica), nel quale opera una messa a punto delle sue scelte artistiche e esprime i conflitti della politica artistica e culturale in materia di arte contemporanea. Qualche mese dopo, Le Livre blanc de l'art total (Il libro bianco dell'arte totale) gli permette di esprimere la sua visione artistica nel dopo-1968, in particolare nel campo dell'arte pubblica.
Dall'inizio degli anni sessanta, Restany non ha smesso di viaggiare per il mondo e continuerà a farlo nei decenni successivi, spesso in compagnia dell'amico e collega Dante Bighi, soprattutto tenendo conferenze e collaborando a esposizioni negli Stati Uniti, in Québec, in Brasile (dove Mario Pedrosa gli ha aperto le porte della Biennale di San Paolo), in Australia, Cecoslovacchia, Israele, Corsica, Giappone, Argentina (è invitato da Jorge Romero Brest àll'Istituto Torquato di Tella), Russia.
Nel 1970 Restany e Guido Le Noci organizzano, con il concorso della municipalità di Milano, la celebrazione del X Anniversario della fondazione del gruppo dei Nouveaux Réalistes, l'analisi storico-critica-realistica di Pierre Restany con riferimenti a Le Livre rouge de la révolution picturale. Alla celebrazione partecipa, fra gli altri, anche Giovanni Valentini, che realizza un'opera in onore di Yves Klein. Per tre giorni, nel mese di novembre, le azioni-spettacolo degli artisti che avevano preso parte al gruppo portano scompiglio nel centro di Milano; per l'occasione coinvolge Francois Dufrène, Rico Weber e Armando Marrocco a collaborare con Jean Tinguely all'allestimento della sua scultura pirotecnica Vittoria, in Piazza Duomo a Milano. Contemporaneamente presenta con Guido Ballo alla galleria Apollinaire di Milano la mostra di Filippo Panseca Chi è Lili, una scultura, a duplice accensione intermittente, componibile in metacrilato trasparente di una durata di vita di tre anni.
Nello stesso anno, Restany e Guido Ballo sono i critici del movimento dell'Arte Biodegradabile, la nuova ricerca artistica di Filippo Panseca che provocatoriamente realizza opere di plastica fotodegradabile a rapidissima alterazione nel tempo e non inquinanti con essenze vegetali profumate, di pino e alghe marine. Restany presenta le opere di Filippo Panseca con una personale presso la Galleria Lara Vincy di Parigi.
All'inizio degli anni settanta, Restany si interessa alle nuove correnti artistiche della Body Art e dell'Art Sociologique. In questo periodo si interessa anche all'arte di Armando Marrocco, conosciuto nel corso degli anni '60 in occasione delle sue frequentazioni delle Gallerie milanesi Cenobio-Visualità e Apollinaire; lo chiama infatti a partecipare a Operazione Vesuvio sull'asse Napoli-Milano-Colonia, nonché alle rassegne sul tema della comunicazione Inter-Etrennes e Intervention sur les mass-media, tenutesi a Parigi presso la Galleria Lara-Vincy e organizzate assieme a Alex Mlynarcik. Presta particolare attenzione alle opere di Fred Forest sui media, scrivendo un saggio su ciascun intervento dell'artista e partecipando a diverse azioni video, fra cui la celebre Restany dîne à La Coupole (Restany cena a La Coupole) del 1974.
In occasione della mostra Progetto per un manifesto: NO all'abrogazione della legge sul divorzio in Italia - promossa e organizzata da Vittorio Del Piano (fondatore del centro d'arte d'avanguardia ".0" di Taranto) - Pierre Restany è l'unico intellettuale francese a partecipare allo storico referendum sul divorzio in Italia (maggio 1974) e prontamente invia da Parigi un suo "testo verbo-visivo" a colori, intitolato de Cruciverba, per la presentazione alla mostra-documento.
La ricerca critica di Restany nel corso degli anni settanta e ottanta si volge verso una riflessione sull'equilibrio tra natura e cultura. Cerca di mettere in relazione estetica comunicazione ed urbanistica, si interessa agli artisti che lavorano nella città e nella natura. Nel 1976, nel corso della Biennale di Venezia, conosce lo scultore di ambiente Dani Caravan, cui dedica numerosi articoli, cataloghi e opere, e Franco Summa, con cui collabora a più riprese sulla riqualificazione degli spazi urbani.
La sua attenzione si rivolge anche ai lavori di Nissim Merkado, di Jean Pierre Raynaud, del gruppo SITE, di Peter Gnass e di Ignazio Moncada Negli Stati Uniti partecipa alla fondazione della Stuart Collection, museo vivente di sculture ambientali, situato nel campus dell'Università di San Diego in California, nel quale è uno degli esperti degli anni ottanta.
Nel giugno-luglio 1978, Restany intraprende un viaggio in Amazzonia, dove risale in battello il Rio Negro, principale affluente dal lato nord del Rio delle Amazzoni. Durante questo giro, redige il 3 agosto del 1978 il Manifeste du Rio Negro du Naturalisme Intégral, esalta la rigenerazione della percezione e della sensibilità attraverso una riscoperta della Natura. Nel 1979 e nel 1980 Pierre Restany, Sepp Baendereck e Frans Krajcberg organizzano in diversi paesi una serie di conferenze su questo tema del rapporto natura/cultura. Dall'aprile-maggio 1979 al febbraio-marzo 1981 dirige a Milano, con Carmelo Strano, la rivista Natura Integrale, che dà conto dell'ampiezza di queste ricerche e della loro eco nel mondo dell'arte anche con conferenze e incontri in grandi e piccoli centri. Pierre Restany aveva compiuto già un viaggio in Amazzonia nel 197?. Nello stesso anno, infatti, il periodico di cultura e comunicazione visiva D'Ars (con il quale inizia a collaborare nel '65 e di cui diventa direttore dal 1984 fino alla sua scomparsa) pubblica in tre puntate il Diario brasiliano, ovvero il resoconto giornaliero dei 45 giorni che Restany trascorre nella foresta amazzonica, navigando lungo il Rio Negro. Da questo, e dal viaggio che compie nel 1978 con Krajcberg, nascerà il Manifesto del Naturalismo Integrale.
Nei primi anni ottanta, per il progetto della "Città dell'Arte-Pura", la cosiddetta comunicazione-visionica per l'immagine pura della città (poetica elaborata dall'artista pugliese Vittorio Del Piano), da Parigi Pierre Restany scrive in lingua francese il testo di presentazione: "Miracolo a Taranto", dove traccia delle linee essenziali dell'operazione artistica e delle opere in formelle ceramiche (cm. 33,3 X 33,3) post industriali degli artisti, tra gli altri, per primo Alessandro Mendini, Nino Franchina, Vittorio Del Piano, Giuseppe Chiari, Guido Baldessari, Mimmo Conenna, Franco Gelli, Ugo Marano, Renaldo Nuzzolese, Sosno, Salvatore Spedicato.
Negli anni ottanta, la sua riflessione sulla cultura postmoderna porta alla pubblicazione di un'opera intitolata Les Objets Plus et leurs présentations informationnelles (versione rivista e ampliata a Milano nel 1990), nella quale si occupa del rapporto tra l'arte e la cultura post-industriale. Nel 1984-85, su invito di Maria Grazia Mazzocchi, prende parte alla fondazione a Milano della Domus Academy, un istituto post-universitario di ricerca sulla moda ed il design. Membro del comitato organizzativo dell'Olimpiade delle Arti, programma artistico legato ai giochi olimpici di Corea, dà vita al Parco Olimpico di Sculture di Seul, realizzato nel 1987-88, che riunisce 200 opere internazionali. Per l'occasione seleziona tra gli scultori italiani Asnaghi Carlo Massimo, Pietro Consagra, Piero Gilardi, Armando Marrocco, Urano Palma, Arnaldo Pomodoro, Gian Ruggero Manzoni, Giuseppe Spagnulo, Mauro Staccioli. Dal 1985 è inoltre direttore della rivista italiana D'Ars, fondata da Oscar Signorini,  assieme a Mac Spasciani, Grazia Chiesa e Dante Bighi che ne ideò l'immagine coordinata. Nel 2002 cambia totalmente l'assetto della redazione, fondando una redazione-laboratorio formata da Stefania Carrozzini, Alberto Mattia Martini, Morena Ghilardi e Cristina Trivellin, giovani critici da lui scelti, che continuano tuttora ad operare secondo le sue direttive.
Nella Milano postindustriale, Restany viene coinvolto nel 1985 dall'artista Cristina Cary sulle archeologie industriali, in particolare la Brown Boveri, presenza fantasmatica di grandi volumi, posizionata nel cuore dell'isola operaia. Fabbrica importante per lo sviluppo industriale di macchine elettriche. Lo stabilimento negli anni Sessanta cambiò sede e la fabbrica milanese venne abbandonata. L'appropriazione da parte di artisti di diversa derivazione, creò l'attenzione della Galleria Marconi di Milano, di critici e riviste d'avanguardia. Nel 1990 Restany partecipò e scrisse insieme ad Alberto Veca e Maria Campitelli sul "Percorso della scultura" di Cristina Cary sviluppato lungo Corso Vittorio Emanuele, assemblando reperti industriali rotanti eoliche. Il percorso iniziò nel 1988 a cura di Elio Santarella con Kengiro Azuma, Cappello, Paradiso, Sangregorio,Van Eyck, Balderi, Silvestri e scultori norvegesi.
Tra il 1993 e il 1995 è direttore artistico della mostra itinerante "Art & Tabac". La mostra esordisce nel dicembre 1993 a Roma, esposta in Palazzo Ruspoli, per proseguire negli anni successivi a Riccione, Vienna e Amsterdam.
Verso la fine degli anni novanta teorizza il cosiddetto "shock tecnologico", ideato dall'artista padovano Renato Pengo. Dal 1994 segue il lavoro pittorico di Nicola Vitale presentandolo in diverse occasioni, tra cui si ricorda la mostra a New York alla New York University.
Nel 1998 scrive "Rêverie Géologique" per Marcello Lo Giudice.
Dal 1999 al 2003, Restany è presidente del Palais de Tokyo, punto di incontro dell'arte contemporanea a Parigi.
Il suo ultimo saggio Le Feu au cœur du vide (Il fuoco nel cuore del vuoto), pubblicato nel 2000, riguarda ancora una volta Yves Klein. Questo importante saggio è stato tradotto in italiano da Cristina Trivellin (che ha lavorato con lui alla redazione della rivista D'Ars) e pubblicato da Giampaolo Prearo Editore nell'aprile 2008.
Pierre Restany muore a Parigi per un arresto cardiaco il 29 maggio 2003, all'età di 72 anni. È sepolto nel cimitero di Montparnasse.
Nel 2007, in occasione della 52ª edizione della Biennale di Venezia, gli viene dedicata la mostra, curata dall’artista Ruggero Maggi, "Camera 312 - promemoria per Pierre" con testo critico di Massimo Scaringella. Per l'occasione la camera 312 dove alloggiava Restany presso l'Hotel Manzoni di Milano, è stata ricostruita negli spazi espositivi e addobbata con numerosi post-it originali di artisti selezionati come Fernando Andolcetti, Antonino Bove, Plumcake e Judit Török.